# Рио Вердаро-Петрили II (Кампобасо)
Рио Вердаро-Петрили II је насеље у Италији у округу Кампобасо, региону Молизе.
Према процени из 2011. у насељу је живело 47 становника. Насеље се налази на надморској висини од 606 м.